# Metaleptobasis brysonima
Metaleptobasis brysonima är en trollsländeart som beskrevs av Williamson 1915. Metaleptobasis brysonima ingår i släktet Metaleptobasis och familjen dammflicksländor. Inga underarter finns listade i Catalogue of Life.